# Trond Nymark
Trond Nymark (né le 28 décembre 1976 à Bergen) est un athlète norvégien, spécialiste de la marche, champion du monde du 50 km en 2009 à Berlin. 

## Carrière
Spécialiste du 50 km marche, Trond Nymark obtient son premier résultat d'envergure en 2002 en terminant 5e des championnats d'Europe de Munich, en 3 h 50 min 16. Il collecte de nouvelles places de finaliste aux championnats du monde de Paris en 2003, se classant 8e en 3 h 46 s 14, puis aux Mondiaux de Helsinki en 2005, échouant à la 4e place en 3 h 44 s 05.
Lors des championnats d'Europe de Göteborg en 2006, le Norvégien fait la course en tête jusqu'au 44e kilomètre, lorsqu'il est victime d'une défaillance. Il se fait d'abord dépasser par le Français Yohann Diniz, futur vainqueur de l'épreuve, puis par l'Espagnol Jesus Angel Garcia et le Russe Yuri Andronov, ce qui le prive de podium. La même année, il se classe 2e de la Coupe du monde de marche à La Corogne en 3 h 41 s 30, record personnel. 

### Champion du monde à Berlin (2009)
8e des Mondiaux d'Osaka en 2007, il abandonne lors des Jeux de Pékin en 2008. Nymark obtient la consécration l'année suivante à Berlin lors des championnats du monde : en signant un nouveau record national en 3 h 41 min 16 s, le Norvégien s'adjuge dans un premier temps la médaille d'argent, avant de récupérer la médaille d'or en 2015 à la suite de la disqualification pour dopage du vainqueur russe Sergey Kirdyapkin.
Il dispute sa dernière course internationale lors des Jeux olympiques de Londres en 2012, coupant la ligne d'arrivée en 18e position. 

## Palmarès
| Date | Compétition           | Lieu      | Résultat | Épreuve | Temps           |
| ---- | --------------------- | --------- | -------- | ------- | --------------- |
| 2002 | Championnats d'Europe | Munich    | 5e       | 50 km   | 3 h 50 min 16 s |
| 2003 | Championnats du monde | Paris     | 8e       | 50 km   | 3 h 46 min 14 s |
| 2004 | Jeux olympiques       | Athènes   | 13e      | 50 km   | 3 h 53 min 20 s |
| 2005 | Championnats du monde | Helsinki  | 4e       | 50 km   | 3 h 44 min 04 s |
| 2006 | Championnats d'Europe | Göteborg  | 4e       | 50 km   | 3 h 44 min 17 s |
| 2007 | Championnats du monde | Osaka     | 8e       | 50 km   | 3 h 57 min 22 s |
| 2008 | Jeux olympiques       | Pékin     | —        | 50 km   | DNF             |
| 2009 | Championnats du monde | Berlin    | 1er      | 50 km   | 3 h 41 min 16 s |
| 2010 | Championnats d'Europe | Barcelone | —        | 50 km   | DNF             |
| 2011 | Championnats du monde | Daegu     | 16e      | 50 km   | 3 h 54 min 26 s |
| 2012 | Jeux olympiques       | Londres   | 18e      | 50 km   | 3 h 48 min 37 s |

## Records
| Épreuve      | Performance          | Lieu       | Date         |
| ------------ | -------------------- | ---------- | ------------ |
| 20 km marche | 1 h 23 min 31 s      | Storetveit | 25 juin 2003 |
| 50 km marche | 3 h 41 min 16 s (NR) | Berlin     | 21 août 2009 |